# Мачка са девет репова
Мачка са девет репова (итал. Il gatto a nove code) италијански је ђало хорор филм из 1971. године, редитеља и сценаристе Дарија Арђента. Главну улогу тумачи троструки оскаровац, Карл Малден, а поред њега у водећим улогама су и Џејмс Франциско и Катрин Спак. Музику за филм радио је познати италијански композитор, Енио Мориконе. Филм је други у тзв. Арђентовој Трилогији животиња, која је почела Птицом са кристалним перјем и завршила се са Четири муве на сивом сомоту. За разлику од друга два филма из трилогије, наслов овог дела се не односи заиста на мачку, већ на број трагова које протагонисти треба да прате како би открили идентитет серијског убице.
Филм је сниман на јесен 1970, у Берлину, Торину и Риму. Иако није био претерано успешан у Европи, филм је признат и хваљен у САД-у. Од премијере у Италији, зарадио је 2,4 милијарде италијанских лира. Данас, критичари филму дају веома позитивне рецензије, па на сајту Rotten Tomatoes има оцену од 82%. С друге стране, Арђенто је у књизи Сломљена огледала, сломљени умови: Мрачни снови Дарија Арђента признао да уопште није био задовољан филмом и касније га је често наводио као свој најмање омиљени филм.

## Радња
Новинар Карло Ђордани и слеп човек са даром за решавање мистерија, Франко Арно, покушавају да открију идентитет серијског убице чије жртве су повезане са медицинским институтом „Терци”. Карло од ћерке директора института, Ане Терци, сазнаје да њихови научници тренутно раде на истраживању XYY синдрома. Њихова студија доказује да особе које имају додатни Y хромозом показују већу тенденцију за чињење тешких злочина, укључујући и убиство. Франко и Карло сумњају да убица жели да сакрије нешто у вези овог истраживања.

## Улоге
| Глумац             | Улога                   |
| ------------------ | ----------------------- |
| Џејмс Франциско    | Карло Ђордани           |
| Карл Малден        | Франко Арно             |
| Катрин Спак        | Ана Терци               |
| Пјер Паоло Капони  | управник полиције Спими |
| Хорст Франк        | др Браун                |
| Рада Расимов       | Бјанка Меруси           |
| Тино Караро        | проф. Фулвио Терци      |
| Чинција де Каролис | Лори Арно               |
| Алдо Ређани        | др Касони               |
| Карло Алигијеро    | др Калабреси            |
| Виторио Конгија    | Риђето                  |
| Уго Фангаређи      | Гиги „губитник”         |
| Том Фелеги         | др Есон                 |
| Емилио Марчисини   | др Момбели              |
| Вернер Почат       | Мануел                  |
| Фулвио Мингоци     | Спимијев човек          |
| Корадо Олми        | Морсеља                 |
| Пино Пати          | берберин                |